# Гинг, Ганс

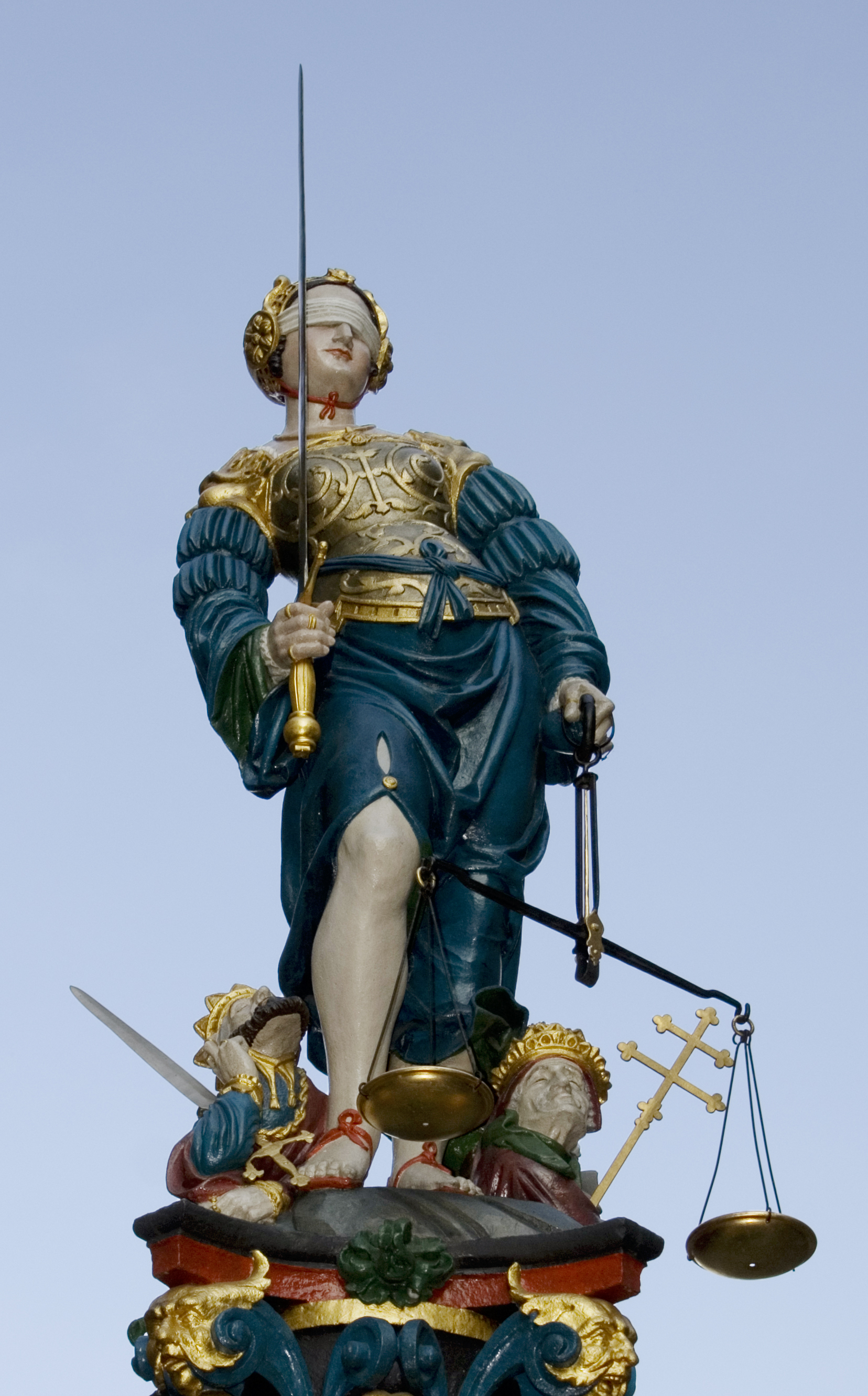
Фонтан «Юстиция» (нем. Gerechtigkeitsbrunnen) в Берне. Одна из самых известных работ Ганс Гинга

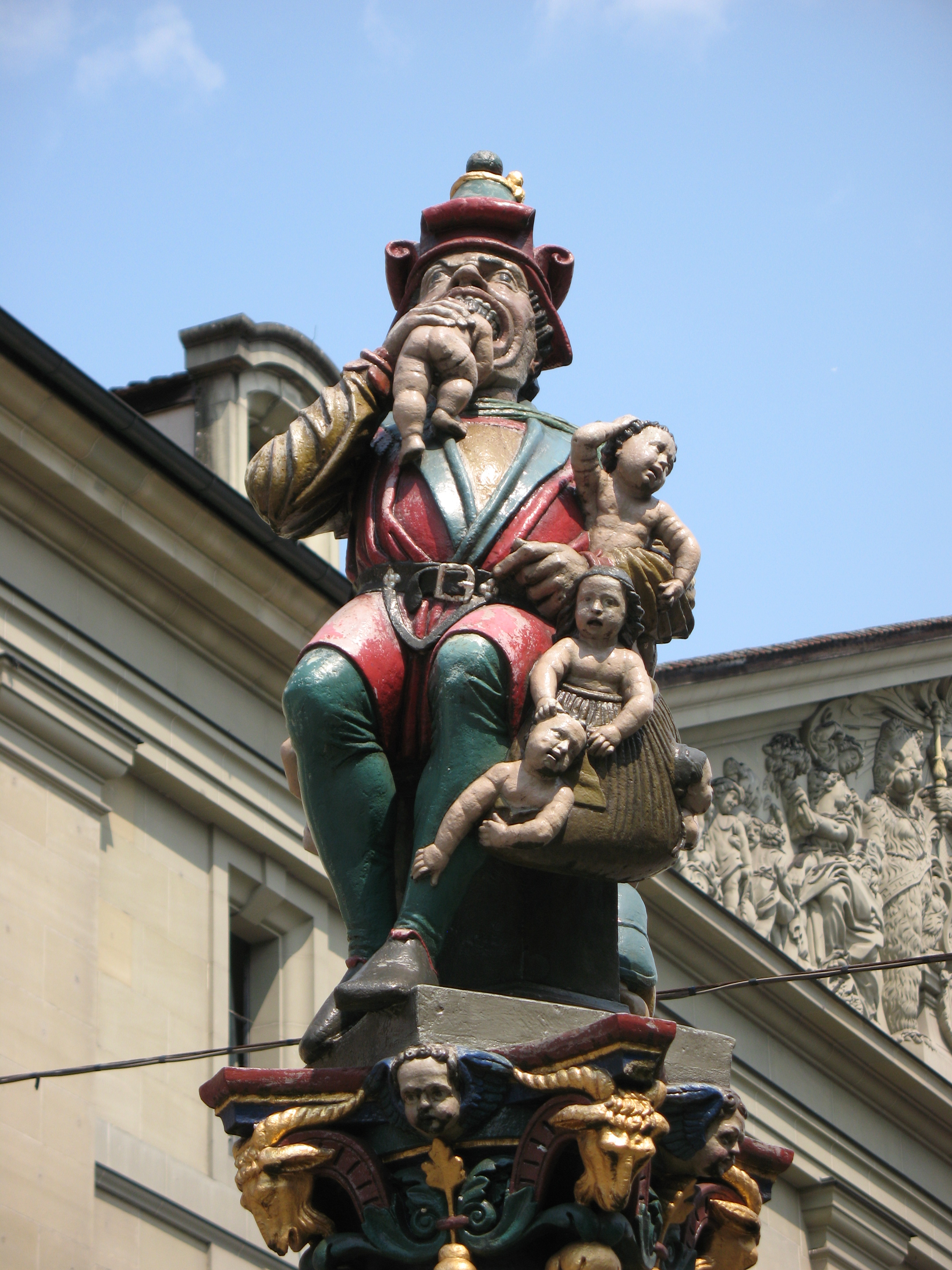
Фонтан «Пожиратель детей» (нем. Kindlifresserbrunnen) на площади Корнхаусплац в Берне. Является одним из знаменитых бернских фонтанов XVI века.

Ганс Гинг (первое упоминание 1525 — умер 1562) — швейцарский скульптор эпохи Возрождения. Наибольшую известность получил благодаря своим уникальным скульптурам общественных фонтанов в Старом городе Берна и во Фрайбурге.

## Биография
Известно, что Гинг, который, вероятно, имел швабское происхождение, стал гражданином Фрайбурга и членом гильдии торговцев в 1527 году. В начале своей творческой карьеры он работал скульптором в мастерской Ганса Гейлера. Однако в 1533 году он превзошел своего учителя и стал более известным. Много веков подряд Гейлера и Гинга путали между собой, но современные исследования показывают, что на самом деле они были двумя разными людьми.
Будучи скульптором, Гинг в основном работал во Фрайбурге. Он также работал в Берне в 1540-х годах, в Золотурне с 1554 по 1556 и в 1557 году в Санкт-Галлене.

## Работы
Стиль Гинга близок к швабскому искусству: традиционный, в стиле готического искусства в его религиозных творениях, но сильный и реалистичный в мирских работах.

### Фрайбург
Во Фрайбурге, в число его основных работ входят, стол Ренессансного совета (1546 года) и фигуры семи общественных фонтанов (1547—1560 гг.), которые считаются наиболее значительным ансамблем скульптурного искусства того периода в Швейцарии.

### Берн
Гинг создал большинство общественных фонтанов Берна, которые были установлены между 1542 и 1546 годами. Его присутствие в городе редко подтверждается сохранившимися записями: запись в дневнике Совета 1543 года гласит: Meyster Hans, Bildhower, im grossen Spital z’Herbrig sin und an des spittelmeisters tisch ässen («Мастер Ганс, скульптор, живёт в большой больнице и ест за столом Шпиттельмейстера»).
По этой причине его авторство нескольких фонтанных фигур, которые не подписаны, долгое время было предметом спора. Основополагающая работа Пола Шенка, написанная в 1945 году, Berner Brunnen-Chronik (Хроника Бернского Фонтана) с уверенностью приписывает Гингу три фонтана — Pfeiferbrunnen (фонтан «Волынщик»), Kindlifresserbrunnen (фонтан «Пожиратель детей») и Simsonbrunnen (фонтан «Самсон») — и рассматривает Гинга как «вполне возможного» создателя других фонтанов. Более поздние работы, такие как Kunstdenkmäler des Kantons Bern (с немецкого «Художественные памятники кантона Берн») Пола Хофера 1952 года или Historisch-topographisches Lexikon der Stadt Bern (с немецкого «Историко-топографическая лексика города Берна») Берхтольда Вебера 1976 года, фактически подтверждают, что авторство большинства бернских фонтанов, принадлежит Гингу.

### Другие работы
Другие работы, приписываемые Гингу, включают монументальные распятия, каменную кладку в церкви Таферса, статуи, надгробия и геральдические мотивы.